# Fabrice Muamba
Fabrice Ndala Muamba (Kinshasa, 6 de abril de 1988) é um ex-futebolista inglês nascido no Zaire (atual República Democrática do Congo) que atuava como meia.
Nascido no Zaire, mudou-se na infância para a Inglaterra pois seu pai sofreu perseguição política em seu país natal, que na época, vivia em estado de Guerra civil.
Iniciou sua carreira nas bases do Arsenal e teve passagem no Birmingham.
No dia 17 de março de 2012, o atleta sofreu um mal súbito na partida entre Bolton e Tottenham e precisou ser levado rapidamente para o hospital em estado crítico. Ele ficou 78 minutos com o coração parado, e até hoje ninguém sabe direito como ele sobreviveu. O mais provável é que a atividade elétrica de seu coração não tenha cessado completamente e o oxigênio recebido através de aparelhos tenha garantido sua sobrevivência.
No dia 15 de agosto de 2012, Muamba anuncia sua aposentadoria do futebol profissional.